# Bunt (film 1994)
Bunt – amerykański film sensacyjny z 1994 roku oparty na faktach. Film przedstawia historię buntu więźniów w więzieniu federalnym w Attica. Podczas tłumienia zginęło 39 osób, w tym wielu cywili i strażników więzienia.

## Obsada
- Kyle MacLachlan – Michael Smith
- Samuel L. Jackson – Jamaal
- Clarence Williams III – Chaka
- Frederic Forrest – Weisbad
- Harry Dean Stanton – Hal
- Philip Bosco – Oswald
- Tom Bower – Ed
- Anne Heche – Sharon
- Carmen Argenziano – Mancusi
- Peter Murnik – Jess
- Steve Harris – Cecil
- David Ackroyd – William Kuntsler
- Mark Cabus – Ken
- Bruce Evers – Yates
- Joey Anderson – pani Willis
- Richard Cowl – Barber
- Bud Davis – Bud
- Danny Drew – Kareem
- Jeffrey Buckner Ford – Willis

## Fabuła
Rok 1971. Michael Smith idzie w ślady swojego ojca i zostaje strażnikiem więziennym. Pracuje w Attica – więzieniu o zaostrzonym rygorze. Wśród nowych więźniów jest niejaki Jaamal – członek organizacji Black Power, który walczy o lepsze prawa dla czarnych skazańców. Michael stara się być dobrym strażnikiem, ale według dowódcy Weisbada jest za miękki. Szef zmusza go do poniżania więźniów. W końcu Jaamal wywołuje bunt i sytuacja zaczyna wymykać się spod kontroli. Michael staje się zakładnikiem...

## Nagrody i nominacje
Złote Globy 1994
- Najlepszy aktor w miniserialu lub filmie TV – Samuel L. Jackson (nominacja)

Nagroda Emmy 1994
- Najlepsza reżyseria miniserialu lub filmu TV – John Frankenheimer